# Xanthoparmelia pachyclada
Xanthoparmelia pachyclada är en lavart som beskrevs av Hale. Xanthoparmelia pachyclada ingår i släktet Xanthoparmelia och familjen Parmeliaceae.   Inga underarter finns listade i Catalogue of Life.